# جامعة كالياري
جامعة كلياري أو (نقحرة: كالياري) (بالإيطالية: Università degli Studi di Cagliari) هي جامعة إيطالية مقرها مدينة كلياري، عاصمة جزيرة سردينيا. تأسست سنة 1620 وتنقسم إلى 11 كلية.

## كليات الجامعة
تنقسم جامعة كلياري إلى 11 كلية، هي:
- كلية الاقتصاد
- كلية الإنسانيات
- كلية الدراسات السياسية
- كلية الصيدلة
- كلية الطب والجراحة
- كلية علوم التربية
- كلية العلوم الرياضية والفيزيائية والطبيعية
- كلية العمارة
- كلية القانون
- كلية اللغات والآداب الأجنبية
- كلية الهندسة

## طلبة الجامعة
يبلغ عدد طلبة جامعة كلياري حوالي 35 ألف طالب تقريبا.

## العاملون بالجامعة
يعمل بجامعة كلياري ما يربو على 1200 من أعضاء هيئة التدريس، إلى جانب حوالي 1300 من العاملين بالوظائف الفنية والإدارية.

## من مشاهير الأساتذة
- إنريكو بومبيري: عالم رياضيات.
- جوليو أنجوني: كاتب وأنثروبولوجي.
- كورادو جيني: عالِم إحصاء، مبتكر معامل جيني.

## وصلات خارجية
- الموقع الرسمي للجامعة (بالإيطالية) (بالإنجليزية) (بالصينية)